# Bildungscampus Heilbronn

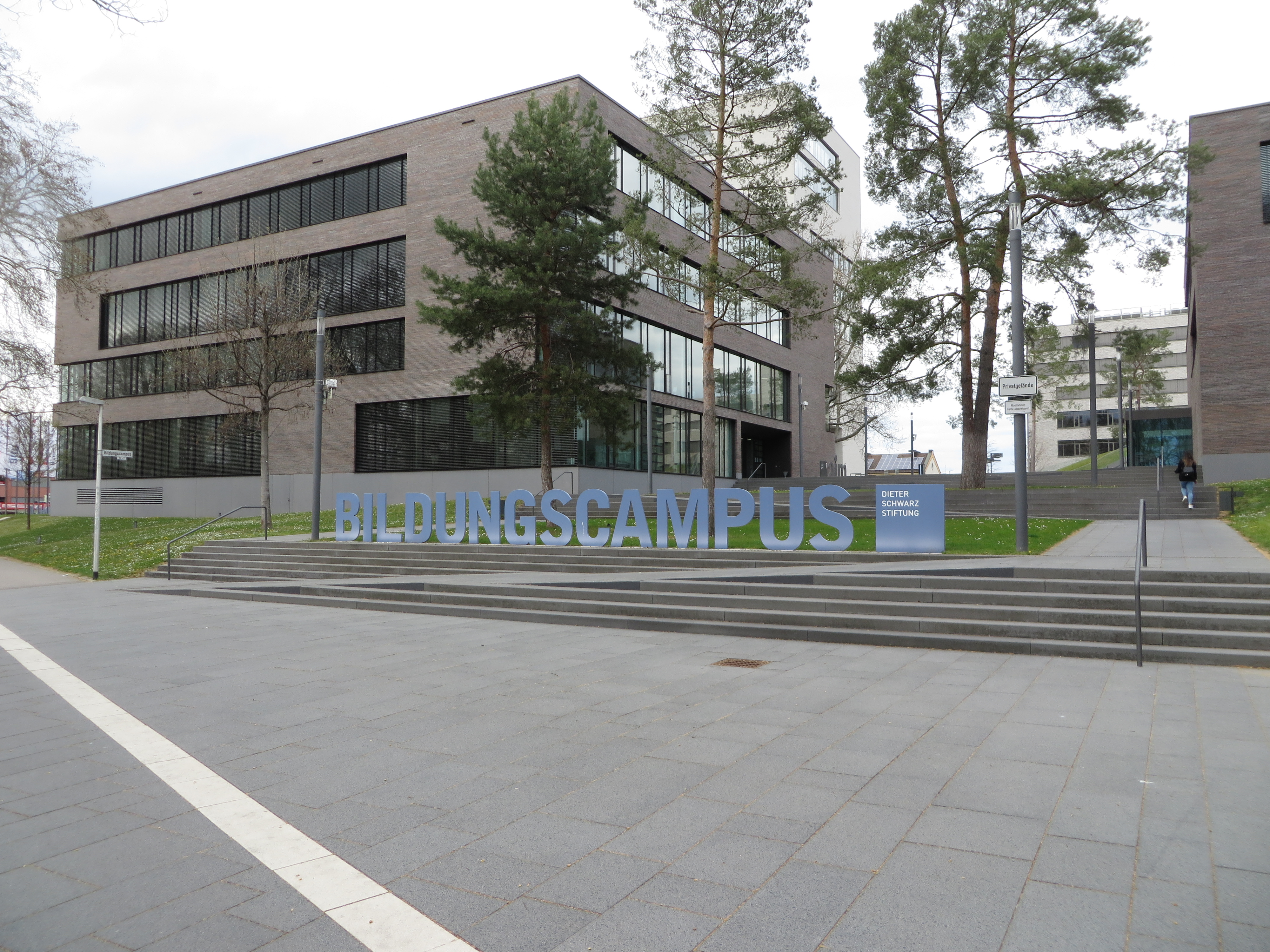
Eingang Mannheimer Straße (2021)

Der Bildungscampus Heilbronn ist ein Areal am Rande der Heilbronner Innenstadt, welches mehrere Bildungs- und Forschungseinrichtungen beinhaltet.

## Geschichte

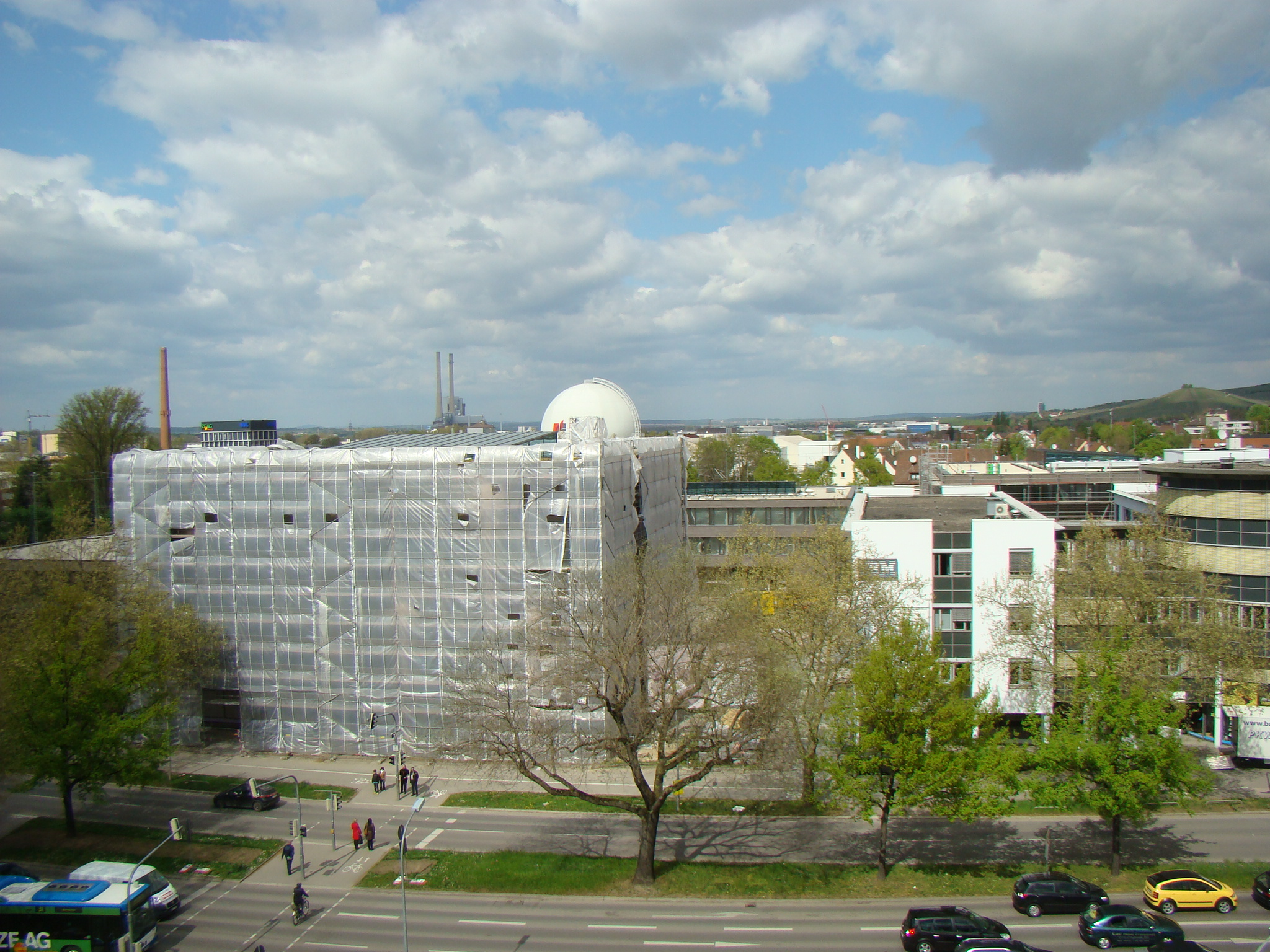
Abschnitt Ost (2011)

Nach dem Beschluss der Dieter Schwarz Stiftung die Berufsakademie Mosbach als weiteren Standort der Dualen Hochschule Baden-Württembergs in Heilbronn zu fördern, erfolgte am 5. Februar 2010 der Spatenstich zum ersten Bauabschnitt des Bildungscampus. 2011 wurde der Bildungscampus offiziell eröffnet.
Im Jahr 2013 wurde durch den Ministerrat Baden-Württemberg beschlossen, dass zukünftig die Wirtschaftswissenschaften der Hochschule Heilbronn auf dem Bildungscampus zusammengeführt sowie die Studienakademie Duale Hochschule Baden-Württemberg Heilbronn, bislang eine Außenstelle der DHBW Mosbach, als selbstständigen Standort etabliert werden sollen.
Im Juni 2017 konnten sich die Dieter Schwarz Stiftung und die technische Universität München auf die Gründung des TUM Campus Heilbronn einigen, welche im Jahr 2018 erste Gebäude auf dem Gelände bezog. Im Jahr 2020 erhielt die Stadt Heilbronn aufgrund dessen den Titel Universitätsstadt.
In den folgenden Jahren kamen noch eine Bibliothek (öffentlich zugänglich), eine unterirdische Mensa sowie weitere Vorlesungs- und Büroflächen dazu.
Im Dezember 2023 wurde bekannt gegeben, dass die ETH Zürich einen Ableger auf dem Bildungscampus Heilbronn gründen wird.

## Gelände

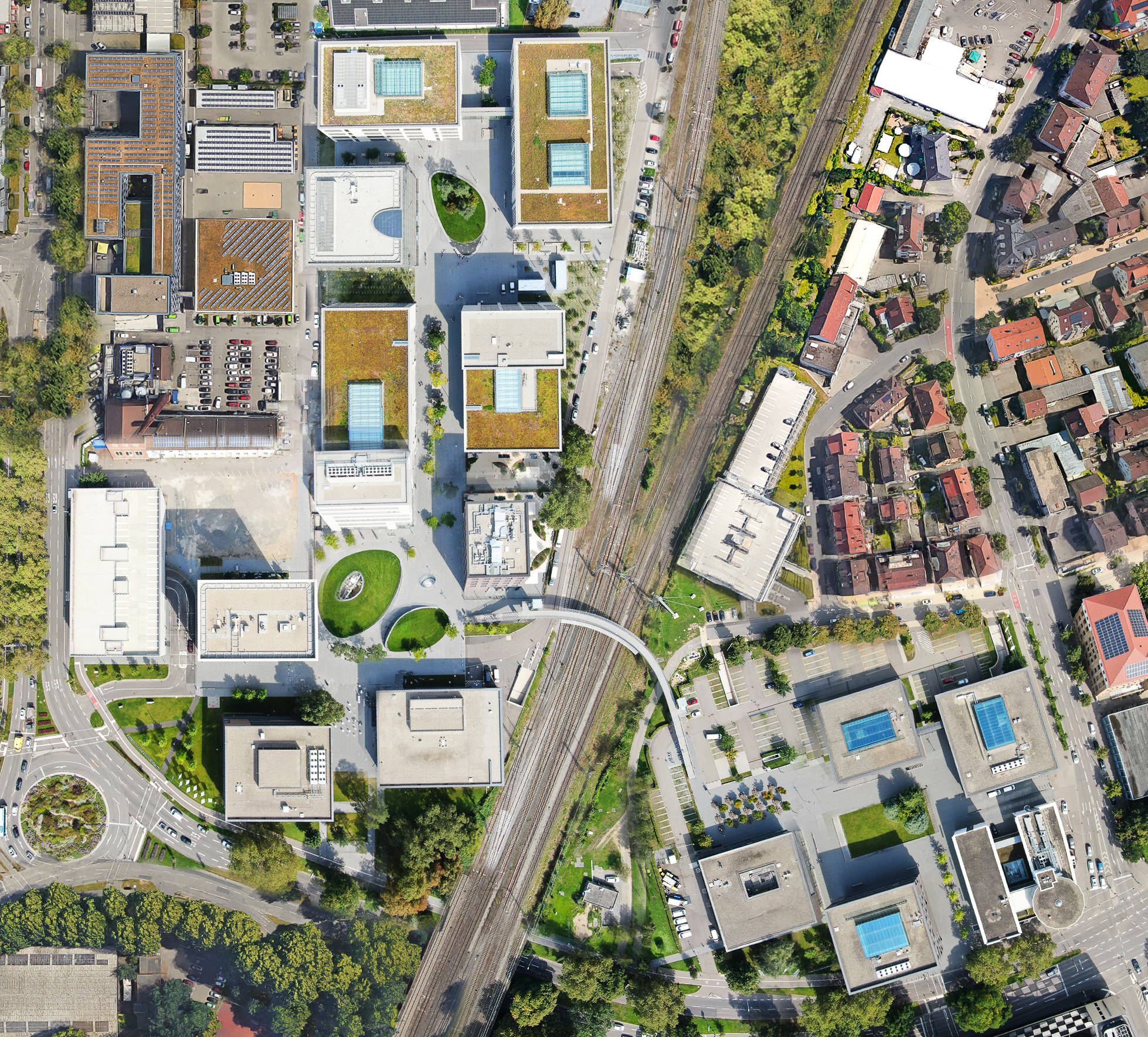
Gelände des Bildungscampus

Der Campus befindet sich unweit der Heilbronner Innenstadt nördlich des Science Centers Experimenta und ist in die Abschnitte Mitte, Nord und Ost aufgeteilt. Die Abschnitte Mitte und Nord sind mit dem Abschnitt Ost über eine 125 Meter lange und rund 280 Tonnen schwere Brücke verbunden, die im Juni 2017 eingeweiht wurde. Die Brücke überquert die Bahntrasse Heilbronn – Stuttgart. Der Bildungscampus weist im Jahr 2020 eine Fläche von ca. 65.000 Quadratmetern auf. Die Gebäude auf dem Campus weisen mit der Planung bis zum Jahr 2020 eine Bruttogeschossfläche von ca. 130.000 Quadratmetern auf.
Durch die im Jahr 2022 publik gewordenen westlichen Erweiterungspläne Richtung Neckar soll der Campus bis Anfang der 2030er-Jahre um rund 80.000 Quadratmeter auf eine Fläche von knapp 150.000 m² anwachsen. Für den neuen Abschnitt Bildungscampus West sind Gebäude mit einer Bruttogeschossfläche von ca. 150.000 m² geplant. Dieser soll u. a. Büroflächen für die Einrichtungen am Bildungscampus, Co-Working Spaces, Hörsäle, Handel, Restaurants, Cafés und eine Mensa, ein Fitness- und Gesundheitszentrum, Veranstaltungsflächen, Außenflächen wie Spiel- und Lernplätze sowie Grün- und Wohnflächen für die Studierenden enthalten.

## Ansässige Institutionen
Auf dem Bildungscampus befinden sich unterschiedliche Bildungs- und Forschungseinrichtungen, darunter
- die Hochschule Heilbronn
- die Duale Hochschule Baden-Württemberg Heilbronn
- das Center for Advanced Studies der Dualen Hochschule Baden-Württemberg
- der TUM Campus Heilbronn der Technischen Universität München
- eine Außenstelle des Fraunhofer-Instituts für Arbeitswirtschaft und Organisation aus Stuttgart
- eine Außenstelle des Fraunhofer-Instituts für System- und Innovationsforschung aus Karlsruhe
- die Programmierschule 42
- das Heilbronner Institut für Lebenslanges Lernen
- die Akademie für Innovative Bildung und Management
- die Erzieherakademie Heilbronn
- das Ferdinand-Steinbeis-Institut
- das Gründungszentrum Campus Founders
- die Intersectoral School of Governance Baden-Württemberg
- die Josef-Schwarz-Schule Heilbronn
- die Campusbibliothek LIV